# إخوة مسيحية

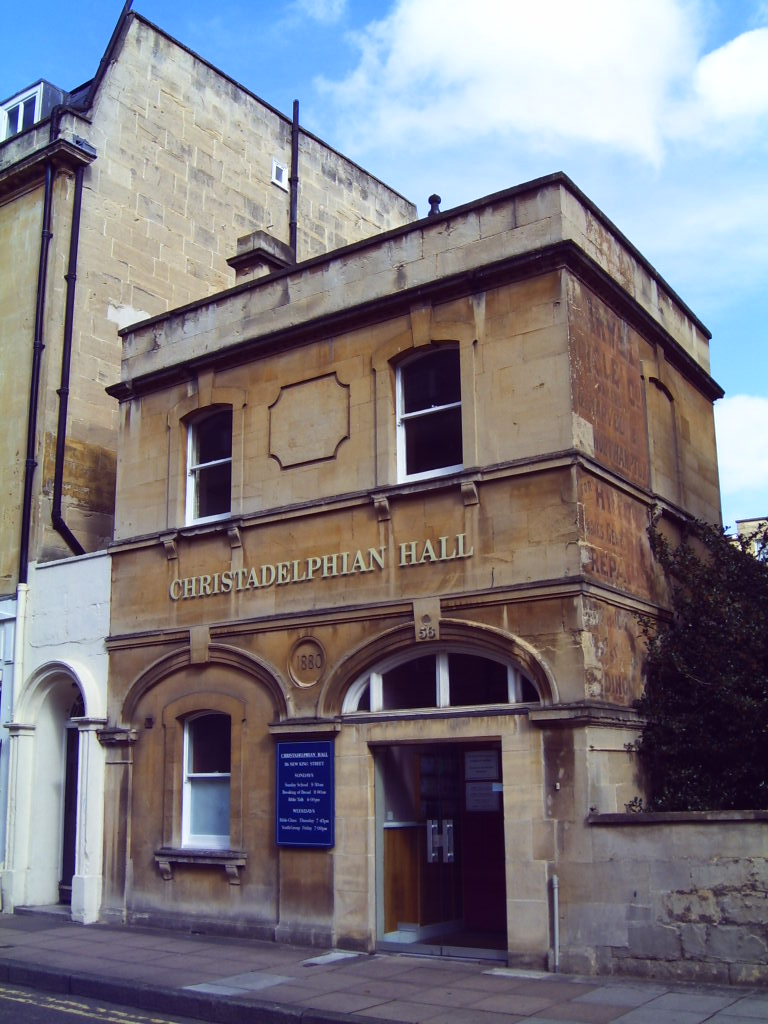

إخوة مسيحية  (بالإنجليزية: Christadelphians) هي طائفة مسيحية توحيدية تتواجد في المملكة المتحدة وأمريكا الشمالية. تأسست في القرن التاسع عشر وقد أسسها جون توماس، ترفض هذه الجماعة الثالوث وترفض فكرة هلاك الروح، وقد تطورت هذه الجماعة بعد الحرب العالمية الثانية ويبلغ عدد أتباعها حوالي 60 ألف وهم منتشرين في حوالي 120 دولة في العالم.